# آنیتا بارویرت
آنیتا بارویرت (انگلیسی: Anita Bärwirth; ۳۰ اوت ۱۹۱۸ – ۱۳ ژوئیهٔ ۱۹۹۴) ژیمناست هنری اهل آلمان بود.